# Cantone di Saint-James
Il Cantone di Saint-James era una divisione amministrativa dell'arrondissement di Avranches.
È stato soppresso a seguito della riforma complessiva dei cantoni del 2014, che è entrata in vigore con le elezioni dipartimentali del 2015.
Comprendeva i comuni di:
- Argouges
- Carnet
- La Croix-Avranchin
- Hamelin
- Montanel
- Montjoie-Saint-Martin
- Saint-Aubin-de-Terregatte
- Saint-James
- Saint-Laurent-de-Terregatte
- Saint-Senier-de-Beuvron
- Vergoncey
- Villiers-le-Pré